# Монторсоли, Джованни-Анджело
Джованни-Анджело Монторсоли, также известный под именами Джованни Аньоло Монторсоли и Анджело да Поджибонси (итал. Giovanni Angelo Montorsoli, Giovann'Agnolo Montorsoli, Angelo da Poggibonsi 1507, Флоренция, Тоскана — 31 августа, 1563, Флоренция) — итальянский скульптор, резчик по дереву и камню, лепщик-орнаменталист и архитектор периода маньеризма и раннего барокко, монах ордена сервитов, родом из города Монторсоли близ Флоренции.

## Биография
Джованни-Анджело Монторсоли родился в 1507 году в Монторсоли (ныне в коммуне Валья), к северу от Флоренции, в семье Микеле д’Анджело да Поджибонси, отсюда его фамилия. Три года Монторсоли учился в мастерской скульптора Андреа ди Пьеро Ферpуччи в городе Фьезоле, затем у Андреа Сансовино во Флоренции. Работал в Риме на строительстве Собора Святого Петра.
С 1521 по 1534 год Джованни-Анджело трудился помощником Микеланджело Буонарроти в капелле Медичи (Сакристия Нуова) и в библиотеке Медичи Лауренциана при базилике Сан-Лоренцо во Флоренции. Известно, что Монторсоли по модели мастера вместе с другим помощником Микеланджело, Раффаэлло да Монтелупо, создал скульптуру Святого Космы. Он стал монахом ордена сервитов (Servo di Maria), но продолжил работать скульптором.
В 1532—1533 годах он создал скульптуру «Пьяного Сатира» в подражание античным статуям. В 1532 году Монторсоли был вызван папой Климентом VII в Рим для реставрации античных скульптур во дворе Бельведер. Среди них были группа «Лаокоон и его сыновья», «Аполлон Бельведерский» и «Бельведерский торс». Методы реставрации в ту эпоху подразумевали произвольные дополнения утраченных частей античных скульптур и их интерпретацию согласно новой классицистической эстетике. Так, Монторсоли заново создал недостающую правую руку Лаокоона (позднее все новодельные части были удалены).
В Мессине (Сицилия) Монторсоли работал десять лет. Он создал «Фонтан Ориона» (1553, согласно легенде, Орион был основателем города) и «Фонтан Нептуна» (1557), восстановил разрушенную землетрясением церковь Сан-Лоренцо. Среди лучших произведений этого периода — скульптуры апостолов Петра и Павла в Галерее двенадцати апостолов для Собора города. В Мессине Монторсоли он оставил немало учеников и последователей.
Есть сведения, что некоторое время Монторсоли работал в Париже, но документов о пребывании во Франции не сохранилось. Известно, что он работал во многих городах Италии (Флоренция, Рим, Болонья, Мессина, Генуя, Вольтерра). Монторсоли был автором нескольких надгробий, некоторые из которых сохранились (надгробие Маффео Мауро, Вольтерра, собор, 1537, надгробие Андреа Дориа, Генуя, церковь Сан Маттео, 1541).
В 1562—1563 годах Монторсоли был среди основателей Академии рисунка во Флоренции (Accademia delle Arti del Disegno). Вначале Академия располагалась в церкви сервитов Сантиссима-Аннунциата, где Монторсоли работал над украшением Капеллы деи Питтори (Капеллы живописцев), в которой орден дал разрешение на захоронение художников. Академия была образована под патронажем Козимо I Медичи, великого герцога Тосканского, и при поддержке Джорджо Вазари. Первая встреча состоялась 13 января 1563 года. Монторсоли скончался 31 августа того же года. Похоронен во Флоренции. Среди его учеников были Джованни Анджело Лоттини и Джованни Винченцо Казали.

## Галерея

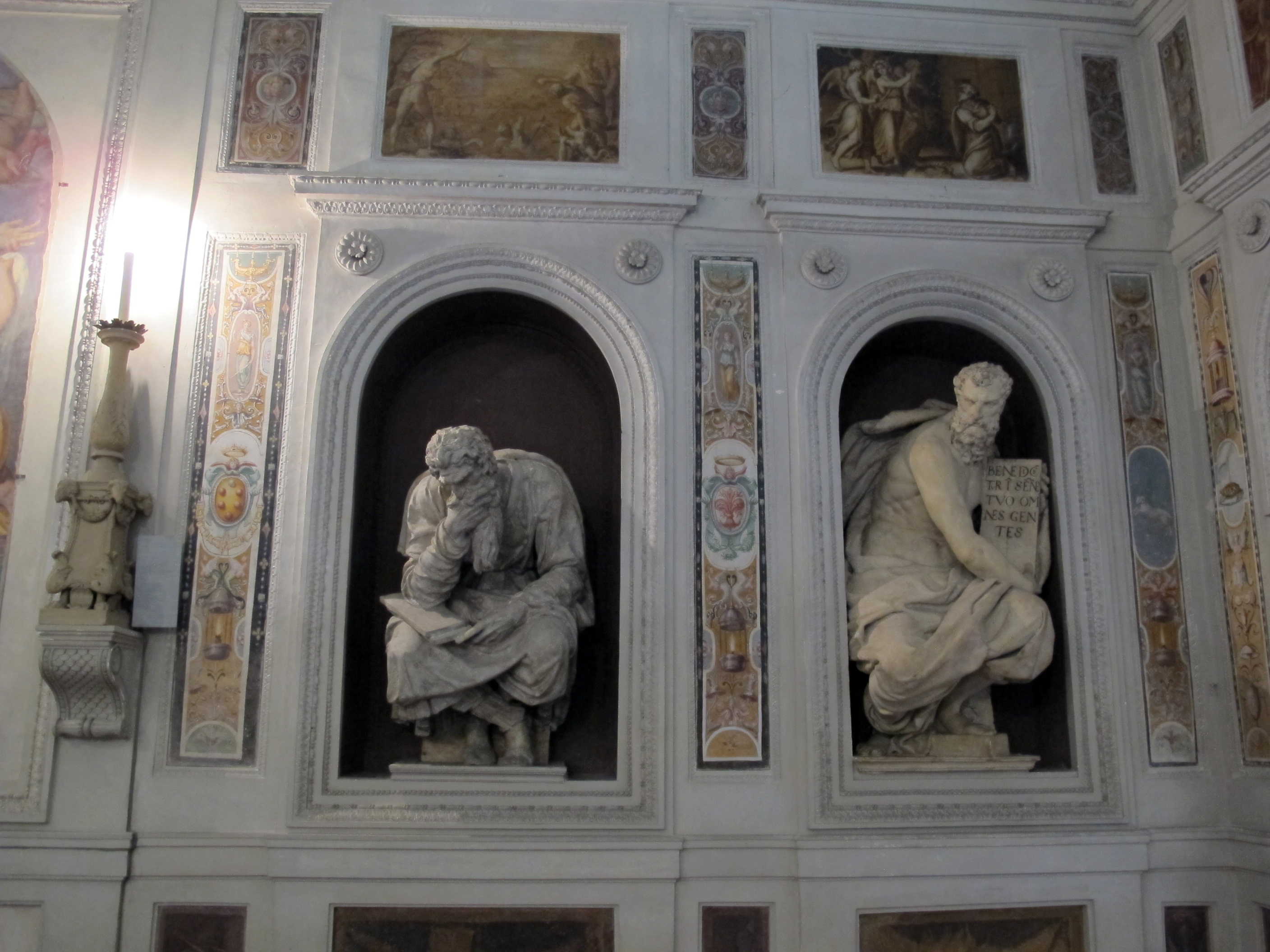
Моисей и Авраам. Капелла Святого Луки (Капелла живописцев). Церковь Сантиссима-Аннунциата, Флоренция
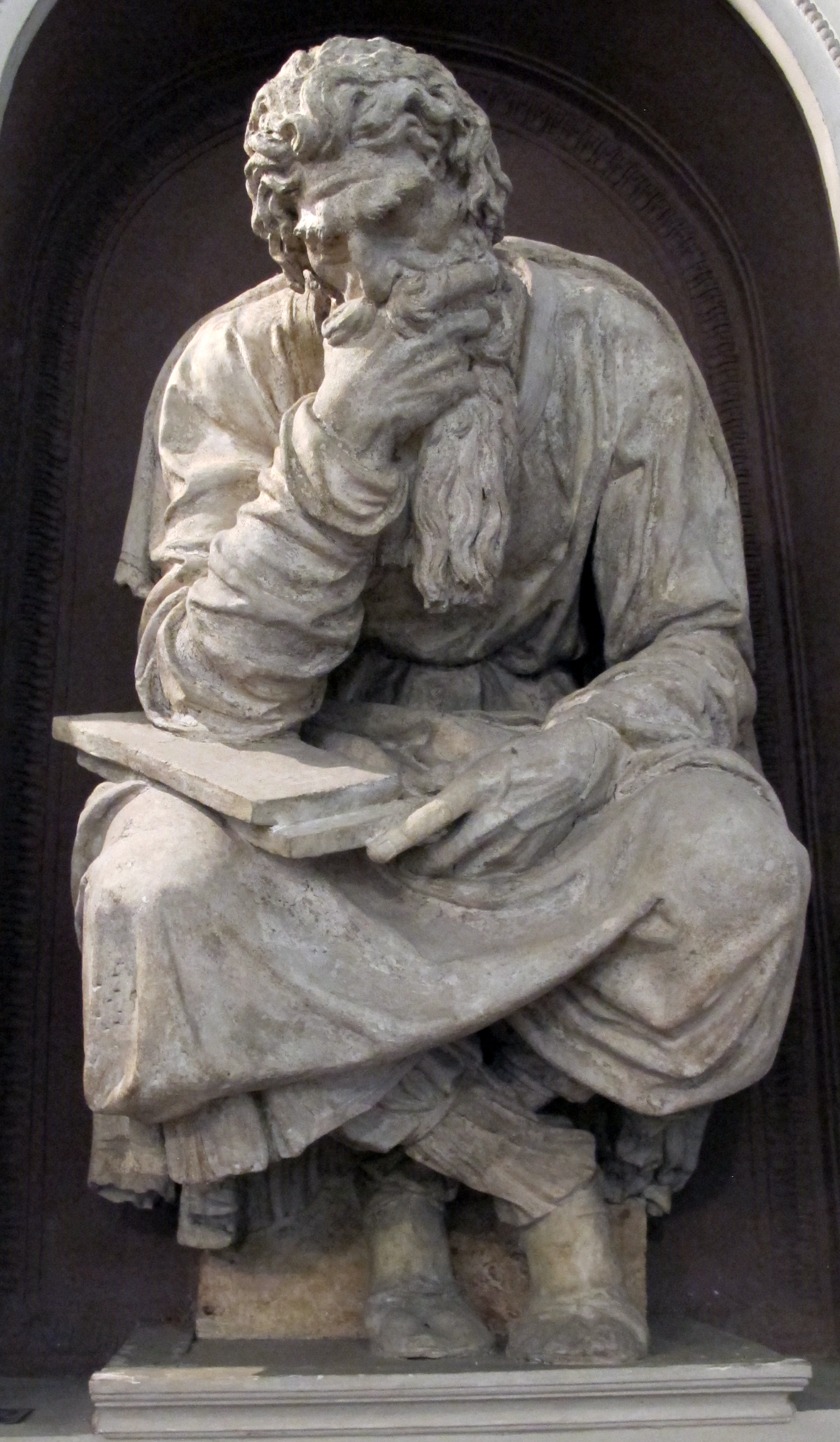
Моисей. Капелла Святого Луки (Капелла живописцев). Церковь Сантиссима-Аннунциата, Флоренция
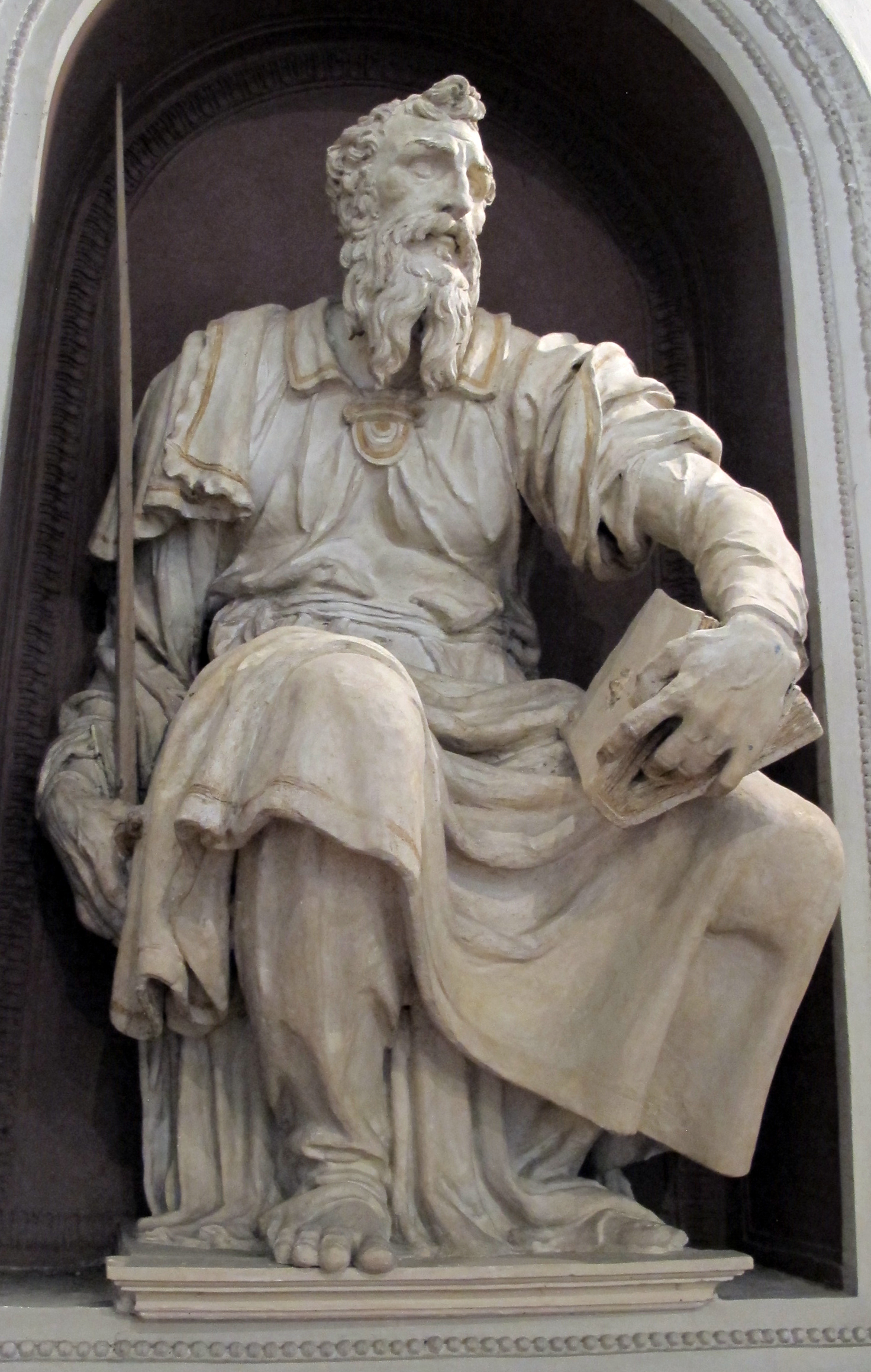
Апостол Павел. Капелла Святого Луки (Капелла живописцев). Церковь Сантиссима-Аннунциата, Флоренция
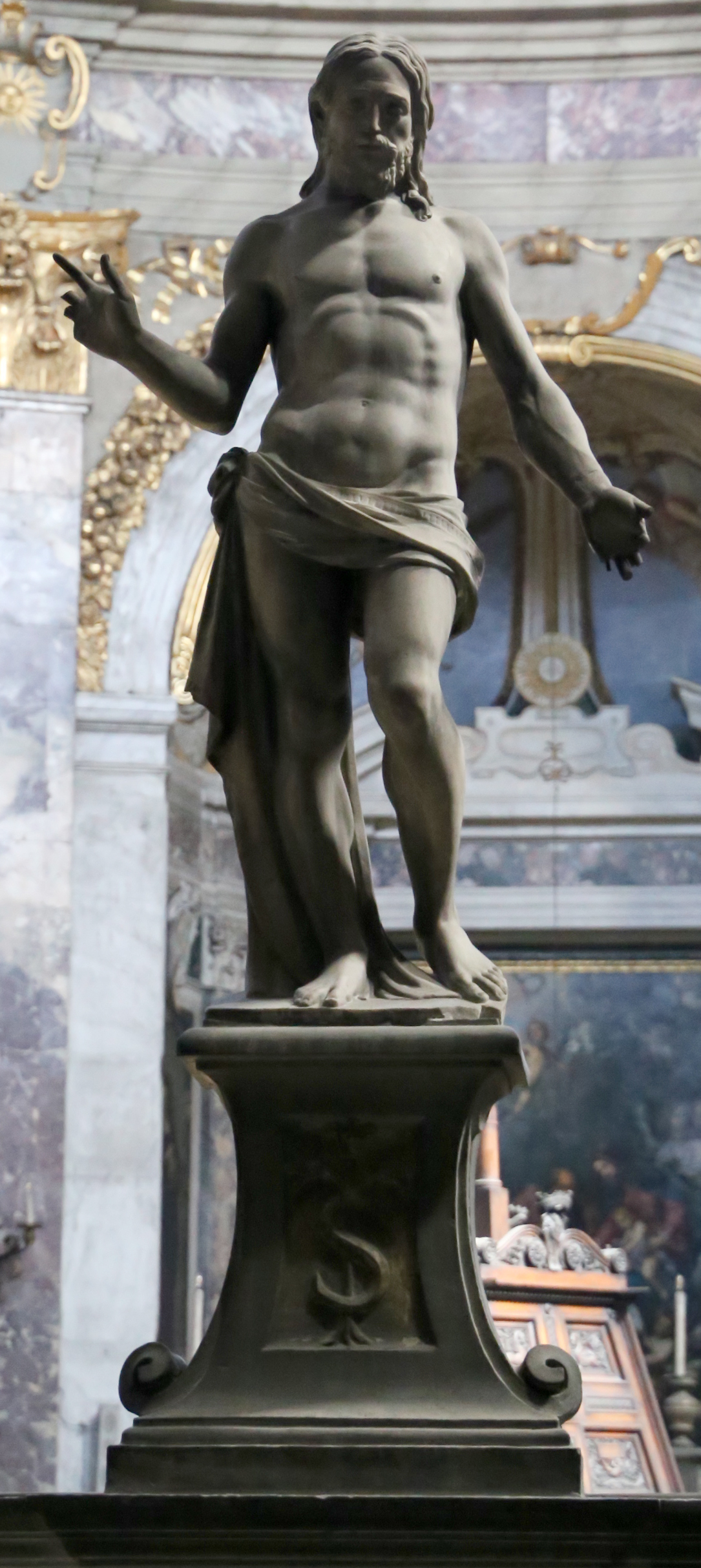
Спаситель. 1542. Церковь Сантиссима-Аннунциата, Флоренция
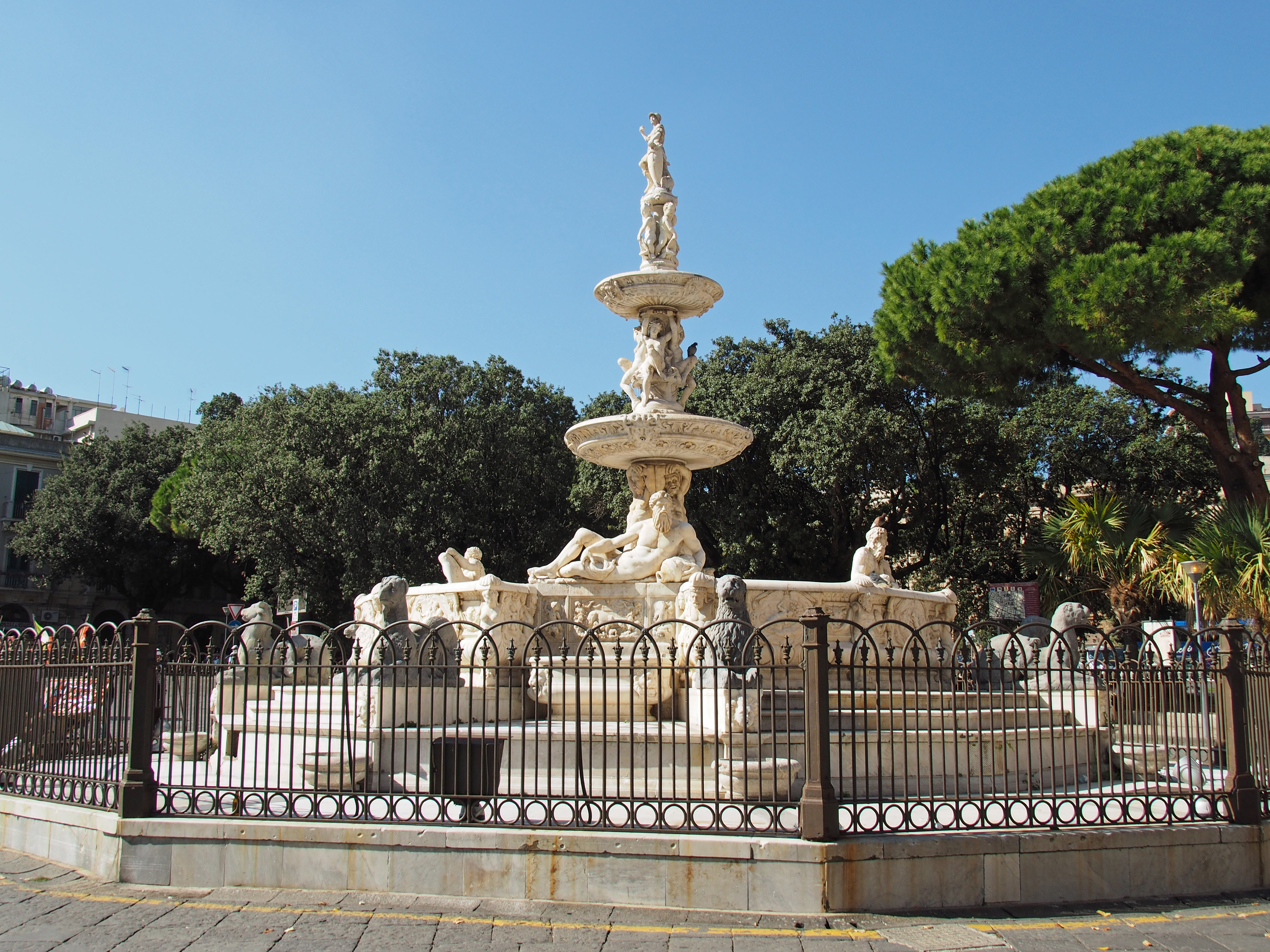
«Фонтан Ориона». 1553. Мессина
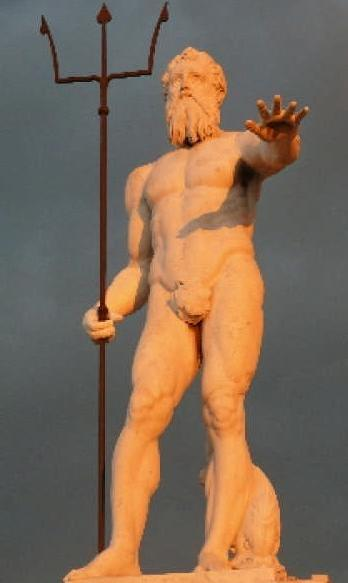
Статуя Нептуна. «Фонтан Нептуна». 1557. Мессина
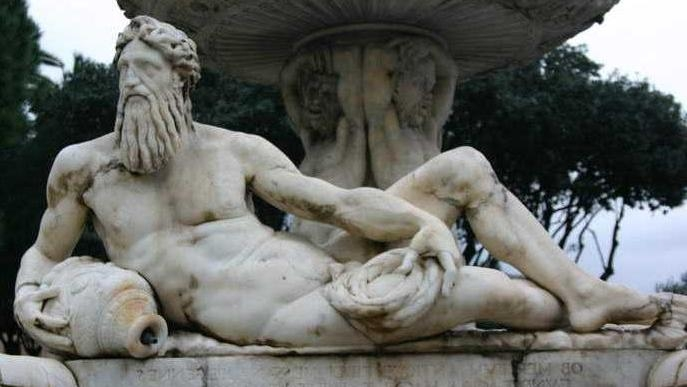
Аллегория реки Тибр. Деталь «Фонтана Ориона»
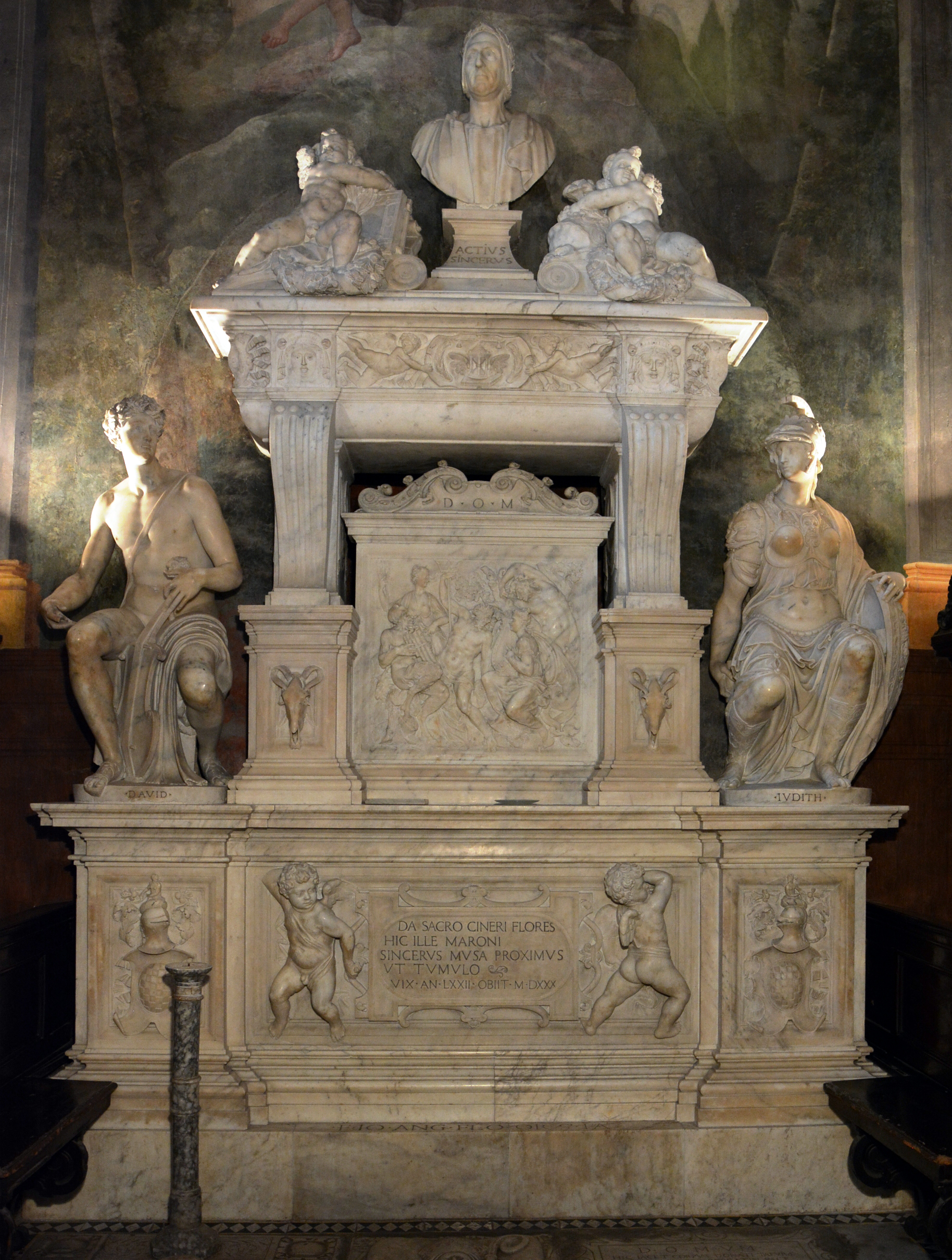
Надгробие Якопо Саннадзаро. Церковь Санта-Мария-дель-Парто, Неаполь
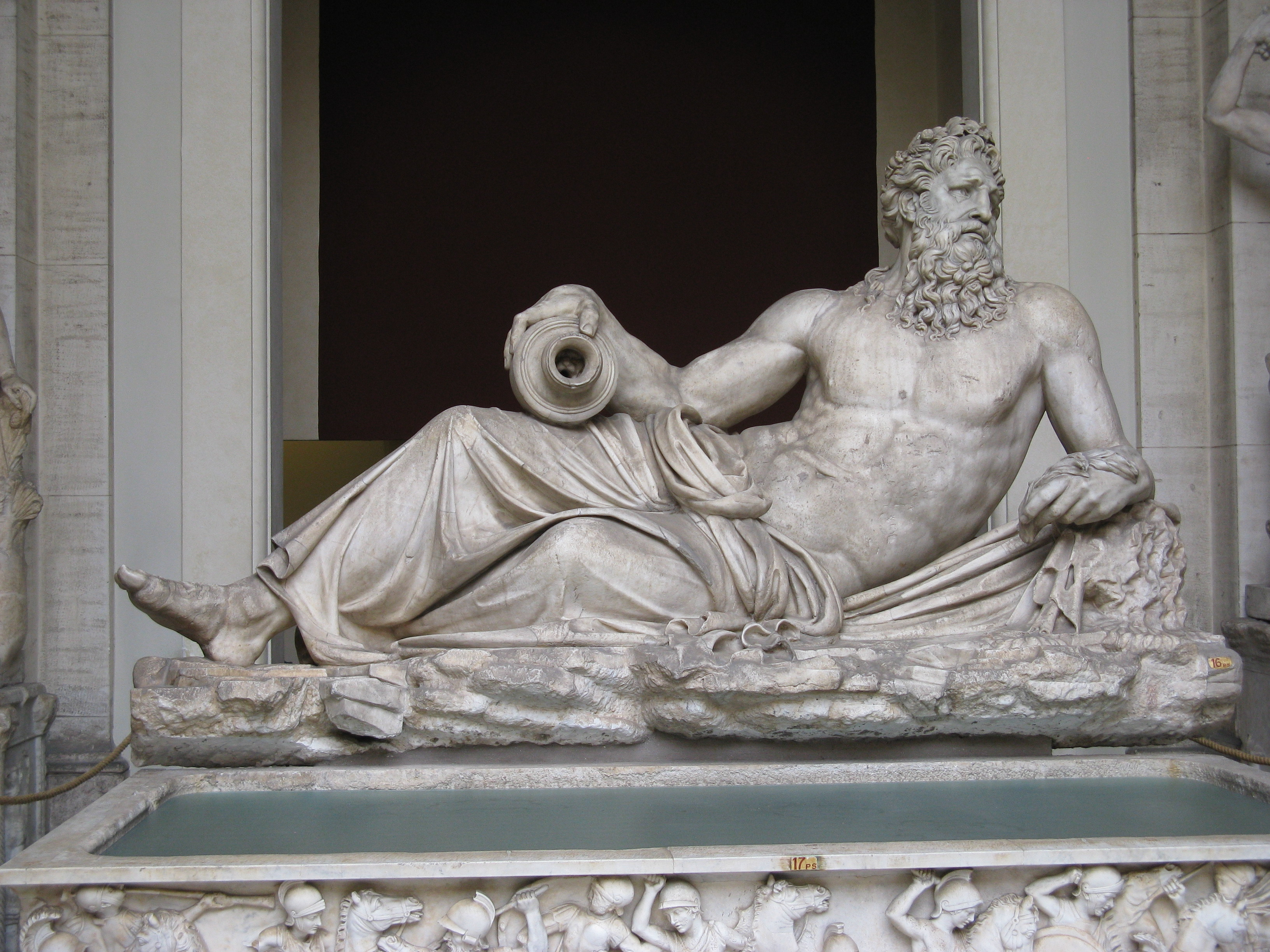
Речной бог (Арно?). Музей Пио-Клементино, Ватикан

## Избранные произведения
- Реставрация скульптуры «Лаокоон и его сыновья»
- Реставрация скульптуры «Аполлон Бельведерский»
- Реставрация скульптуры «Бельведерский торс»
- «Аллегория реки Арно», уничтожена[11]
- «Аллегория отчаяния»  Скульптура фонтана, Берлин
- «Иоанн Евангелист», собор, Генуя
- Акведук в Мессине, который заканчивался фонтаном Ориона
- «Фонтан Ориона», Мессина
- «Фонтан Нептуна», Мессина (1557)
- Маяк в Мессине
- «Фонтан Тритона» для сада в палаццо Дориа (1547)
- «Святой Косма» по рисунку Микеланджело, Капелла Медичи, Флоренция
- Памятник Маффео Мауро, Вольтерра, собор (1537)
- Памятник Андреа Дориа, Генуя, церковь Сан-Маттео (1541)
- Скульптуры в церкви Сан-Маттео, Генуя
- Двенадцать апостолов, Мессина, кафедральный собор
- Скульптуры алтаря в церкви Санта-Мария-деи-Серви, Болонья